# Ogentroost
Ogentroost (Euphrasia) is een geslacht van kruidachtige planten met trechtervormige, tweelippige bloemen. De onderlip is driedelig met uitgerande toppen. Bij verschillende soorten vindt kruisbestuiving plaats.
Het geslacht bestaat uit halfparasieten. Met hun wortels onttrekken ze water en opgeloste stoffen aan de wortels van andere planten, maar de planten zijn zelf in staat tot fotosynthese. Ogentroost woekert op grassen en cypergrassen. Het parasitisme lijkt de gastheer maar in beperkte mate te schaden. Het effect is in ieder geval niet zo zichtbaar als bijvoorbeeld bij ratelaar.
Ogentroost wordt volgens het APG II-systeem bij de bremraapfamilie (Orobanchaceae) ingedeeld. In oudere flora's wordt het geslacht echter bij de helmkruidfamilie (Scrophulariaceae) ingedeeld.
De onderverdeling in soorten wordt door verschillende flora's verschillend gedaan. In bepaalde flora's wordt gelumpt (men onderscheidt een beperkt aantal veelvormige soorten) en in andere gesplit (er worden vele soorten onderscheiden met relatief kleine verschillen). Daardoor is het lastig te zien of er in een land nu meer soorten voorkomen of dat er meer wordt gesplit door de botanici. In de 22ste druk van Heukels' Flora van Nederland wordt gelumpt, de Flora van België, het Groothertogdom Luxemburg, Noord-Frankrijk en de aangrenzende gebieden onderscheidt ondersoorten en Flora Helvetica onderscheidt sommige van die ondersoorten als soorten.

## Soorten

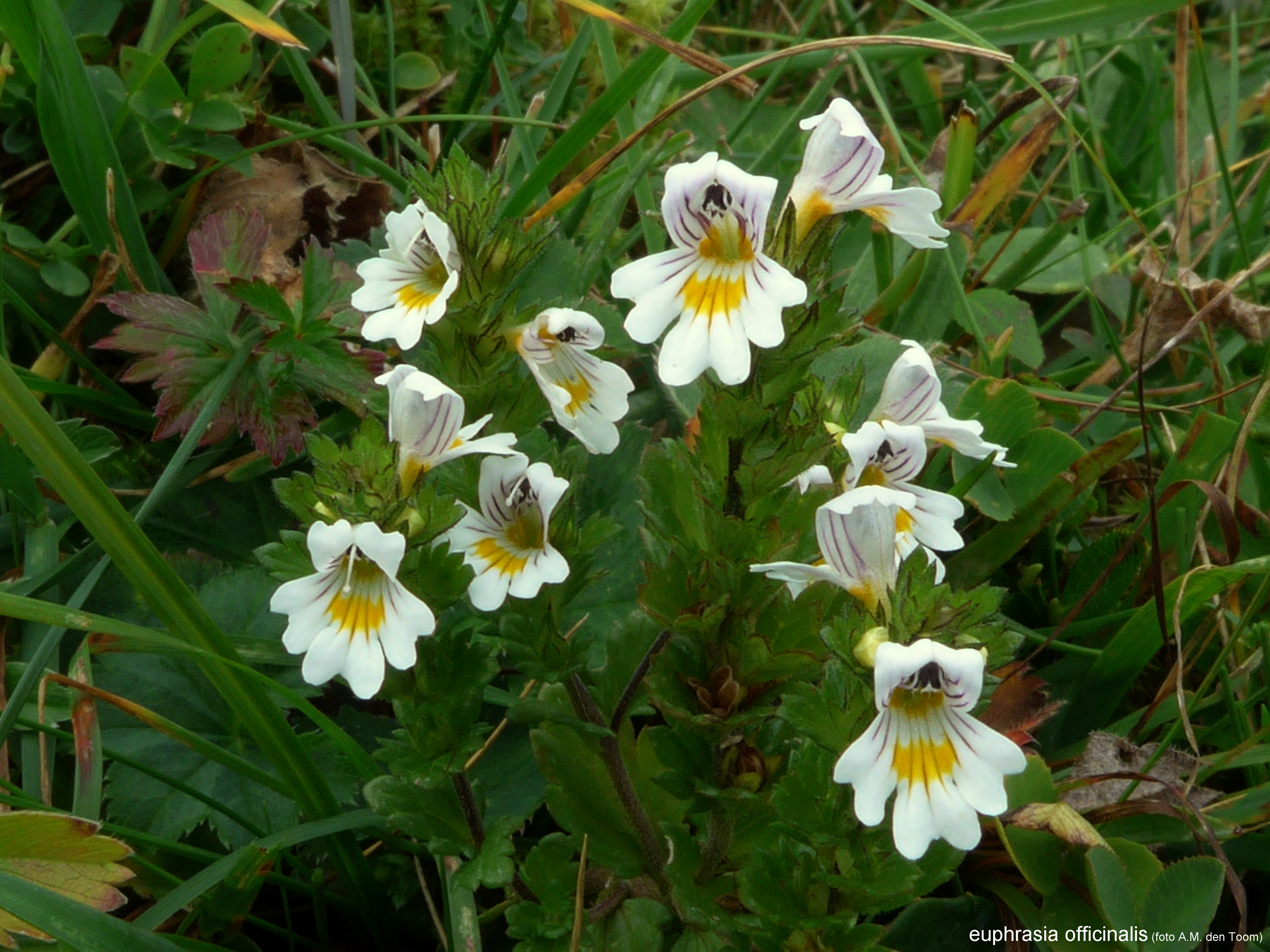
Beklierde ogentroost

In Nederland en België komen de volgende soorten voor:
- Slanke ogentroost (Euphrasia micrantha)
- Bosogentroost (Euphrasia nemorosa)
- Stijve ogentroost (Euphrasia stricta)
- Beklierde ogentroost (Euphrasia rostkoviana)
- Vierrijige ogentroost (Euphrasia tetraquetra)

Kleverige ogentroost (Parentucellia viscosa) en rode ogentroost (Odontites vernus subsp. serotinus)
behoren tot andere geslachten.
Overige soorten:
- Euphrasia salisburgensis
- Euphrasia minima
- Euprasia brevipila
- Euphrasia hirtella
- Euphrasia drosocalyx
- Euphrasia versicolor
- Euphrasia alpina
- Euphrasia cisalpina
- Euphrasia christii
- Euphrasia pulchella
- Euphrasia montana
- Euphrasia kerneri
- Euphrasia picta
- Euphrasia pectinata
- Euphrasia tatrica